# Nippolachnus piri
Nippolachnus piri är en insektsart som beskrevs av Matsumura 1917. Nippolachnus piri ingår i släktet Nippolachnus och familjen långrörsbladlöss. Inga underarter finns listade i Catalogue of Life.